# Varese Calcio
Varese Calcio, thường được gọi là Varese, là một câu lạc bộ bóng đá Ý có trụ sở tại Varese, Lombardy . Đội được thành lập với tên Câu lạc bộ bóng đá Varese vào ngày 22 tháng 3 năm 1910. Đội trở thành Associazione Sportiva Varesina vào năm 1923, Varese Sportiva năm 1926, trở lại Varese FC từ năm 1946 đến 2004, và sau đó là Associazione Sportiva Varese 1910 (AS Varese 1910) từ năm 2004 đến 2015.

## Lịch sử
Câu lạc bộ được thành lập vào ngày 22 tháng 3 năm 1910, với tên Câu lạc bộ bóng đá Varese, với mục tiêu quảng bá bóng đá và các trò chơi ngoài trời khác. Tất cả các thành viên, cả người chơi và quản lý, đã trả phí 1 Lira mỗi tháng. Màu sắc của câu lạc bộ là màu trắng và màu tím và thị trường địa phương tăng gấp đôi vì sân vận động đầu tiên của câu lạc bộ. Một sợi dây được rào ngoài sân cỏ từ công chúng, và phòng thay đồ được ứng biến trong một nhà hàng trong hẻm.
Câu lạc bộ đã chơi nhiều trận giao hữu trước khi tham gia bất kỳ loại giải đấu hoặc thi đấu có tổ chức nào. Những đối thủ ban đầu bao gồm "Aurora" của Busto Arsizio, "Libertas" của Gallarate, Luino, Unione Sportiva Milanese, Ausonia và Inter. Câu lạc bộ đã bước những bước đầu tiên trên nấc thang giải đấu Ý bằng cách vào Lega Regionale Lombarda vào năm 1914, và giải đấuchính thức đầu tiên đã chứng kiến Varesini thi đấu với màu nguyên bản của lụa tím và trắng. Thủ môn người Mỹ của câu lạc bộ, Sormani, nổi bật trong mùa giải chính thức đầu tiên này với tư cách là một trong những cầu thủ ngôi sao của Varese.
Vào tháng 5 năm 1915, chiến tranh làm gián đoạn mùa giải, nhưng đến năm 1919, Chiến tranh Thế giới thứ nhất đã kết thúc và cuộc sống trở lại nhịp sống đều đặn với sự hồi sinh của bóng đá và các hoạt động giải trí khác. 

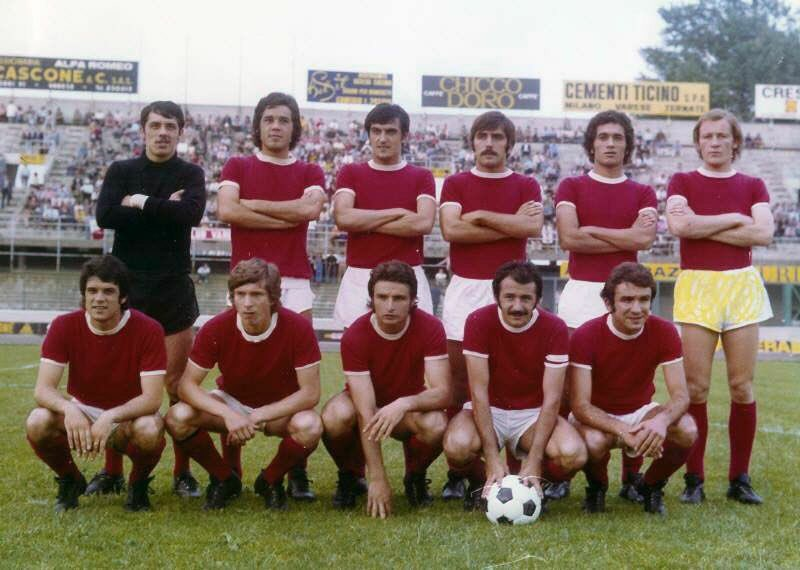
Năm 1972-73 Varese với một chàng trai trẻ người Do Thái (đứng, thứ hai từ phải sang)

Vào năm 1926, 27, màu của câu lạc bộ trở thành màu trắng và đỏ ("bianco-rosso"), để phù hợp với màu của thành phố. Trong khu phố Masnago, một sân vận động có tên Stadio del Littorio đã được xây dựng. Nó được đổi tên vào tháng 9 năm 1950 thành Stadio Franco Ossola, để vinh danh một cầu thủ đã chuyển từ Varese sang Torino Calcio đã chết trong thảm họa hàng không Superga năm 1949.
Varese, một thị trấn không xa Milan, được đánh giá cao bởi các vận động viên khác nhau mặc trang phục "bianco-rosso" (trắng-đỏ) nhờ các khoang lãnh thổ quân sự (giữa các cầu thủ nổi tiếng nhất Giuseppe Meazza).
Năm 1964, với việc là doanh nhân Giovanni Borghi làm chủ tịch, Varese đã đạt được một vị trí tại Serie A sau hai lần thăng hạng liên tiếp từ Serie C. Trong số những cầu thủ đáng chú ý đã mặc trang phục trắng và đỏ là Pietro Anastasi, Roberto Bettega, và những người chiến thắng World Cup là Claudio Gentile, Giampiero Marini và Riccardo Sogliano. Sau một thập kỷ ở Serie A, kỷ nguyên vàng của Varese đã kết thúc với sự xuống hạng năm 1975.
Từ năm 1975 đến năm 1985, câu lạc bộ đã chơi ở Giải hạng hai Serie B và một năm ở giải hạng ba, trong mùa 1979-80. Rời khỏi mùa giải trước, câu lạc bộ đã lấy lại vị trí của mình ngay tại Serie B.
Kể từ khi xuống hạng thêm vào năm 1985, câu lạc bộ đã không thành công khi trở lại Serie B: 10 trong số 20 mùa giải tiếp theo được dành cho C2, nơi câu lạc bộ đã được nhận lại sau khi thăng hạng từ Campionato Nazionale Dilettanti vào năm 1994. 

Logo được sử dụng cho đến năm 2004

Câu lạc bộ đã trở lại Serie C1 trong vòng bốn năm nhờ vào công việc của tổng giám đốc Stefano Capozucca, được đưa đến Varese bởi doanh nhân Claudio Milanese, người sau đó là đồng sở hữu câu lạc bộ với Chủ tịch, Paolo Binda, và các cộng sự khác.
Năm 2001, sau những xung đột tài chính giữa doanh nhân Gianvittorio Gandolfi và nhà tài trợ SiViaggi và CIT, gia đình Turri đã đến câu lạc bộ, mang đến một loạt các sáng kiến. Vào mùa hè năm 2004, dưới sự đồng chủ tịch của Turri-Tacconi, sự hủy hoại kinh tế và tài chính đã khiến câu lạc bộ chìm xuống mức thấp nhất.

### AS Varese 1910
Vào tháng 7 năm 2004, Câu lạc bộ bóng đá Varese bị phá sản đã được cải tổ dưới một hội đồng mới và được gọi là AS Varese 1910. Câu lạc bộ đã buộc phải bắt đầu một lần nữa trong giải đấu Eccellenza. Gia đình Sogliano nắm quyền kiểm soát đội bóng, với Riccardo Sogliano đảm nhận toàn quyền kiểm soát. Cựu cầu thủ của Varese và AC Milan, có kinh nghiệm kiểm soát các câu lạc bộ ở Serie A: Parma FC và CFC Genoa.
Trong mùa giải đầu tiên, hội đồng quản trị mới đã phải chịu sự chậm trễ và thiếu kinh nghiệm, và việc thăng hạng lên Serie D đã bị bỏ lỡ trong một thời gian ngắn. Chủ tịch câu lạc bộ Peo Maroso và tổng giám đốc Luca Sogliano, con trai của Riccardo và cũng là một cựu cầu thủ, đã quyết định bổ nhiệm một huấn luyện viên đội một mới từ bên trong. Devis Mangia, chỉ mới 32 tuổi, là huấn luyện viên trưởng trẻ nhất của bộ phận và, có lẽ, toàn bộ giải đấu. 

Logo được sử dụng từ năm 2004 đến 2008

Câu lạc bộ cũng gặp vấn đề với những cổ động viên (đặc biệt là một nhóm cổ động viên có tên " Máu và Danh dự ") đã đối xử tệ với các cầu thủ da đen. Nó xảy ra vào mùa xuân năm 2002 với các cầu thủ người Pháp, Mohamed Benhassen, Samir Benhassen và thủ môn người Cameroon, Andrè Joel Eboué . Họ đã ở sân vận động mỗi cuối tuần và thường chiến đấu với những cổ động viên đối thủ.
Mùa giải 2005/2006, Varese đã vô địch giải đấu Serie D / A, do đó được thăng hạng lên Serie C2, ba trận đấu trước khi kết thúc mùa giải.
Mùa 2008/2009, họ đã thắng Lega Pro Seconda Divisione, và được thăng hạng Lega Pro Prima Divisione, cấp độ thứ ba của hệ thống bóng đá Ý. Varese đứng thứ hai trong Girone (Nhóm) A của League Pro Prima Divisione và đủ điều kiện cho các trận play-off thăng hạng ở mùa giải tới. Varese đã đánh bại Benevento trong trận bán kết và Cremonese trong trận chung kết và trở lại Serie B sau 25 năm vắng bóng với lần thăng hạng thứ hai liên tiếp.
Vào cuối mùa giải 2011/12, AS Varese đã giành được vị trí thứ năm tại Serie B, đủ điều kiện cho vòng play-off để thăng hạng vào Serie A. Sau trận hòa với Hellas Verona ở lượt đi, họ đã thắng 3-1 chung cuộc để đủ điều kiện cho trận chung kết với Sampdoria. Mặc dù thất bại 3-2 sít sao trong trận lượt đi ở Genoa hứa hẹn sẽ là kết quả có ích cho Varese, nhưng đối thủ của họ đã ghi bàn thắng duy nhất ở trận lượt về, giúp Sampdoria giành chiến thắng chung cuộc 4-2 và Varese vẫn ở lại Serie B.

### SSD Varese

Logo được sử dụng từ 2008 đến 2015

Sau khi họ xuống hạng từ Serie B trong mùa giải 2014-15, Varese 1910 đã không đáp ứng được thời hạn đăng ký Lega Pro và câu lạc bộ tuyên bố phá sản. Câu lạc bộ sẽ được cải tổ để chơi lại trong Eccellenza cho mùa giải 2015-16 với tên gọi Varese Calcio SSD. Sau khi chiến thắng nhóm của mình, đội đã chơi Serie D, đạt đến giai đoạn play-off. Trong mùa giải 2017-18 Varese Calcio bắt đầu mà không có bất kỳ chủ tịch nào và vào tháng 11, huấn luyện viên của đội, Vincenzo Iacolino đã từ chức do cuộc khủng hoảng kinh tế ngày càng tăng.